# Махнев, Тимофей Андреевич
Тимофей Андреевич Махнёв (1893, деревня Нижное, Верхошижемский район, Кировская область — ?) — советский руководящий работник высшей школы. Директор Пензенского индустриального института с 1945 по 1946 гг. 

## Биография
Родился в 1893 году в деревне Нижное Верхошижемского район Кировской области..
С 1914 по 1918 года - рядовой, а затем унтер-офицер царской армии, участник военных действий. С 1918 по 1925 годы командир полка Красной Армии.
В 1934 году окончил Ленинградский индустриальный институт, получив квалификацию «Инженер-механик». Был оставлен для работы в г. Ленинграде. В годы войны работал на строительстве гидролизных заводов, за что был награждён Указом Президиума Верховного Совета СССР от 26.05.1944 орденом «Знак почёта». Впоследствии работал в г. Тамбове главным инженером завода «Комсомолец».
2 февраля 1945 года приказом Наркома Минометного Вооружения СССР П.И. Паршина назначен директором Пензенского индустриального института. В связи с этим назначением переехал в г. Пензу, проживал в Пензе по адресу ул. Красная, 22 (территория института). 6 февраля 1945 года он вступил в исполнение обязанностей директора института.
С 14 февраля 1945 года Т.А.Махнёв назначен по совместительству и. о. заведующего кафедрой «Детали машин» на 1944/45 учебный год.
Т.А.Махнёв вёл активную хозяйственную работу в вузе. При нем институту были переданы несколько помещений в одноэтажных кирпичных бараках по адресу ул. Садовая 26 (в настоящее время в одном из этих бараков размещается кузница). Он активно занимался учебной работой, в газете «Сталинское знамя» была опубликована фотография, где он вместе с двумя другими сотрудниками вуза занимается проверкой учебного стенда. Тимофей Андреевич принимал активное участие в художественной самодеятельности института. Он играл в институтском драматическом театре.
27 мая 1946 года приказом Министра вооружения СССР И.С. Мясников назначен исполняющим обязанности директора ПИИ. Т.А. Махнёв по личной просьбе в связи с состоянием здоровья был освобождён от должности директора вуза.
Т.А.Махнёв уехал из г. Пензы, предположительно в г. Ленинград. Но он приезжал в институт на 10-летие выпуска, в котором оканчивал вуз Н.П.Вашкевич. К сожалению, не удалось разыскать фотографии, сделанные на этой встрече. Личное дело Т.А.Махнёва в архиве университета отсутствует.

## Награды
- Орден «Знак Почёта» (1944);
- Орден Трудового Красного Знамени (1945);
- Медаль «За доблестный труд в Великой Отечественной войне 1941—1945 гг.» (1945).